# Sahara (powieść)
Sahara – powieść sensacyjno-przygodowa autorstwa Clive’a Cusslera. Opublikowana po raz pierwszy w 1992. Jest jedenastą książką z serii o przygodach Dirka Pitta. Jej treść obok fabuły głównej zawiera kilka wątków pobocznych. Jeden z nich dotyczy spiskowej hipotezy, że Abraham Lincoln został porwany przez konfederatów i przewieziony na pancernik CSS Texas, zaś rzekomy prezydent zastrzelony w teatrze był aktorem wynajętym i podstawionym przez Edwina M. Stantona, sekretarza wojny w rządzie Lincolna. W 2005 książka została zekranizowana pod tym samym tytułem.

## Opis fabuły
Rok 1865, do kapitulacji skonfederowanych stanów pozostał tydzień. Trwa gorączkowy załadunek pancernika marynarki wojennej konfederatów, CSS Texas, skrzyniami jakoby zawierającymi dokumenty. Kapitan Tombs ma rozkaz przeprowadzić okręt przez blokadę Unii, zakotwiczyć w porcie neutralnym i czekać na przybycie kuriera. Tuż przed odpłynięciem otrzymuje polecenie zabrania więźnia. Kiedy ten przybywa, prowadzony przez konfederackich żołnierzy przebranych w mundury unionistów, Tombs nie może uwierzyć własnym oczom. Po rzuceniu cum, okręt  szybko trafia pod silny ogień unijnej blokady. Wtedy Tombs wyprowadza na pokład więźnia. Na jego widok żołnierze Unii przerywają ostrzał i salutują.
Rok 1931. Kitty Mannock leci nad Saharą podczas próby ustanowienia kolejnego rekordu pilotażu. Jednakże potężna burza piaskowa powoduje zatkanie gaźników w silniku samolotu i dochodzi do przymusowego lądowania zakończonego kapotażem. Mannock wychodzi cało z wypadku, ma nadzieję, że zostanie odnaleziona. Choć poszukiwania zostają wszczęte, niestety kończą się fiaskiem.
Rok 1996. Podczas pracy w Egipcie nad przygotowywaną na zlecenie NUMA archeologiczną mapą Nilu, Dirk Pitt broni zaatakowanej przez tajemniczego napastnika doktor Evy Rojas, naukowca pracującego dla Światowej Organizacji Zdrowia. Wkrótce potem, Eva wraz z międzynarodowym zespołem uczonych leci z misją do Mali, której celem jest zbadanie zagadkowej epidemii, zaobserwowanej w kilku pustynnych wioskach. W tym samym czasie Dirk oraz jego przyjaciel i współpracownik Al Giordino pośpiesznie udają się na statek badawczy, znajdujący się na przybrzeżnych wodach Beninu. Ich szef admirał James Sandecker informuje załogę o zakwicie glonów, znanym jako „czerwony przypływ”, który rozprzestrzenia się nienaturalnie szybko, a że gwałtownie chłonie tlen, stanowi zagrożenie dla życia na Ziemi. Sytuacja jest tym groźniejsza, że wedle uzasadnionych podejrzeń, ów ogromny rozrost glonów stymuluje nieokreślona substancja ewidentnie szkodliwa dla środowiska naturalnego.
Pitt, Giordino i Rudi Gunn, specjalista w zakresie logistyki i komputerów, otrzymują rozkaz popłynięcia w górę rzeki Niger, żeby zbadać zanieczyszczenia wody i zlokalizować ich źródło. W wykonaniu zadnia ma im pomóc Calliope, supernowoczesna łódź motorowa wielkiej mocy, wyposażona w naukowy sprzęt badawczy oraz systemy obrony i komunikacji. Rejs przebiega spokojnie do spotkania z rzecznymi jednostkami Benińskiej Marynarki Wojennej, które zostają doszczętnie zniszczone podczas próby zatrzymania i przejęcia Calliope. Dalsza cześć wyprawy odbywa się już bez kłopotów, załodze udaje się ustalić rodzaj trującej substancji oraz określić miejsce jej przedostawania się do wód rzeki. Trójka badaczy jednocześnie okrywa, że w rejonie źródła wycieku nie ma żadnego zakładu, który mógłby wytwarzać ów śmiertelnie groźny produkt.
Niebawem pojawia się kolejny problem, malijskie wojsko bowiem, wykonując rozkaz lokalnego dyktatora, generała Zateba Kazima, chce pozyskać dla niego Calliope. Po wysadzeniu na brzeg Gunna, by umożliwić mu ucieczkę na lotnisko w Gao, Pitt i Giordino uruchamiają system samozniszczenia łodzi i wyskakują za burtę. Dopływają do luksusowego jachtu motorowego, należącego do bezwzględnego francuskiego biznesmena, Yves’a Massarde'a, i wchodzą na pokład, skąd udaje im się nawiązać łączność z admirałem Sandeckerem i powiadomić go o ucieczce Rudiego. Zaraz potem zostają ujęci przez wrogo nastawionego Francuza, ale wskutek ich informacji admirał interweniuje i Gunn dociera na lotnisko w samochodzie oenzetowskiej ekipy ratunkowej.
Na jachcie Pitt i Giordino zostają przesłuchani i zatrzymani. Jednak przy pierwszej dogodnej okazji porywają śmigłowiec Massarde'a i lecą na północ do miejscowości Bourem. Helikopter ląduje w rzece, a jego tymczasowa załoga kontynuuje podróż ukradzionym, zabytkowym samochodem marki Avions Voisin, należącym do generała Kazima. Ich celem jest położony na pustyni Fort Foureau, kompleks przerobu odpadów chemicznych Massarde'a, jedyny w tym rejonie zakład, z którego mogą wyciekać zanieczyszczenia przedostające się następnie do rzeki. Po drodze napotykają nomadę, który okazuje się być ubranym w miejscowe szaty Amerykaninem, Clive'em Cusslerem, poszukującym zatopionego pancernika z okresu wojny secesyjnej. Niebawem Pitt i Giordino docierają na miejsce, ukrywają auto i przedostają się do kompleksu utylizacyjnego, lecz bardzo szybko zostają ujęci przez ludzi z ochrony obiektu. Jednakże tuż przed zatrzymaniem udaje im się ustalić, że ta pozornie proekologiczna placówka jest tylko przykrywką dla zbudowanego pod ziemią składowiska odpadów, usytuowanego nad dużym, podziemnym dopływem Nigru.
Massarde poleca przetransportować dwójkę intruzów do Tebezzy, tajnej kopalni złota, którą zawiaduje wraz z generałem Kazimem. Wydobywający w niej kruszec więźniowie pracują w nieludzkich warunkach. W Tebezzie przetrzymywana jest także wysłana wcześniej do Malii grupa naukowców ze Światowej Organizacji Zdrowia, którzy byli o krok od odkrycia prawdy o charakterze i przyczynach epidemii. Znajdują się tam również  francuscy inżynierowie, którzy budowali przetwórnię odpadów.
Pomimo trudności, Pitt i Giordino uciekają z kopalni, docierają do swojego auta i ruszają ku drodze transsaharyjskiej. Po przejechaniu 300 km w samochodzie kończy się paliwo, więc decydują, że pozostały dystans pokonają pieszo. W trakcie marszruty natrafiają na jaskinię z naskalnym rysunkiem dziewiętnastowiecznego pancernika, tak wiernie oddającym sylwetkę okrętu, że miejscowy artysta musiał go widzieć. Dwaj piechurzy znajdują jeszcze na pustyni rozbity samolot z lat 30.,  a przy nim zwłoki i dziennik słynnej pilotki australijskiej, Kitty Mannock, która zaginęła podobnie jak Amelia Earhart. Z zapisów w dzienniku dowiadują się, że Australijka, penetrując okolicę, natknęła się na dziwny, zagrzebany w piasku okręt, który dał jej chwilowe schronienie, wróciła jednak do samolotu, sądząc że przy nim łatwiej ją będzie odnaleźć. Poznawszy losy dzielnej pilotki i jednocześnie przybliżone położenie pancernika, Pitt i Giordino przerabiają rozbity samolot na swoisty bojer na kołach. W tym niecodziennym pojeździe docierają do drogi transaharyjskiej, przesiadają się na zatrzymaną ciężarówkę, jadącą do Ardaru w Algierii, by w końcu dostać się do Algieru i powiadomić admirała Sandeckera o przerażającej sytuacji w kopalni złota.
Oenzetowski oddział komandosów, który ocalił Rudiego Gunna, zostaje skierowany najpierw do Algieru, żeby zabrać Pitta i Gunna, a następnie do Tebezzy, aby zlikwidować kopalnię. Udanym atakiem realizuje swój cel. Tymczasem uprzedzony o interwencji generał Kazim wysyła na rozpoznanie malijski myśliwiec, który niszczy samolot oenzetowski podczas powrotu oddziału z kopalni. Ograniczeni w możliwościach działania szturmowcy decydują się pobiec do opuszczonej twierdzy Legii Cudzoziemskiej, czyli prawdziwego Fortu Foureau, którego nazwą Massarde opatrzył swój kompleks chemiczny. Ich następnym posunięciem miało być uprowadzenie pociągu wożącego odpady i ucieczka wraz z uwolnionymi więźniami do bezpiecznej Mauretanii.
Niestety ich obecność w twierdzy zostaje odkryta, a ruch pociągów zatrzymany. Giordino i jeden z komandosów wsiadają do ogołoconego z wyposażenia bojowego buggy i ruszają do stacjonującej w Mauretanii amerykańskiej jednostki Delta. W tym czasie malijskie wojsko przypuszcza zmasowany atak na starą twierdzę. Bitwa przynosi obu stronom wiele ofiar, w końcu jednak przybywa z odsieczą oddział Delta i szybko rozprawia się z malijską armią. Podczas starcia ginie generał Kazim.
Po zwycięstwie Pitt i Giordino natychmiast pożyczają od amerykańskich komandosów śmigłowiec bojowy i lecą do „chemicznego” Fortu Foureau z zamiarem przejęcia kompleksu. Dotarłszy na miejsce, zmuszają Massarde'a do trzygodzinnego leżenia nago na pustyni w pełnym słońcu. Rezultat jest oczywisty, Francuz łapczywie wypija kilka litrów wody skażonej przez odpady. Wtedy Pitt i Giordino pozwalają mu uciec śmigłowcem, wiedząc, że nie przeżyje nawet jednego tygodnia.
Ostatecznie składowisko odpadów zostaje oczyszczone, substancja zanieczyszczająca wodę zdezaktywowana i obszar pokryty glonami czerwonego przypływu zaczyna się zmniejszać. Uratowani z kopalni złota więźniowie, niedożywieni i mający rozmaite urazy, otrzymują opiekę medyczną. Dziewiętnastowieczny pancernik zostaje odkopany, a zaginiony przed laty samolot zrekonstruowany i umieszczony w muzeum. Natomiast zabytkowy samochód Avions Voisin, po przelocie przez Atlantyk, parkuje w prywatnej kolekcji Dirka Pitta.